# Pristomerus columbiensis
Pristomerus columbiensis är en stekelart som beskrevs av Dasch 1979. Pristomerus columbiensis ingår i släktet Pristomerus och familjen brokparasitsteklar. Inga underarter finns listade i Catalogue of Life.